# Mark Visentin
Mark Visentin, född 7 augusti 1992, är en kanadensisk professionell ishockeymålvakt som tillhör NHL-organisationen Arizona Coyotes och spelar för Portland Pirates i AHL. Han har tidigare spelat på lägre nivåer för Gwinnett Gladiators i ECHL och Niagara IceDogs i OHL.
Visentin draftades i första rundan i 2010 års draft av Phoenix Coyotes som 27:e spelare totalt.

## Statistik
M = Matcher, V = Vinster, F = Förluster, O = Oavgjorda, ÖF = Förluster på övertid eller straffar, MIN = Spelade minuter, IM = Insläppta Mål, N = Hållit nollan, GIM = Genomsnitt insläppta mål per match, R% = Räddningsprocent

### Grundserie
| Källa: Uppdaterad: 2014-04-21 | Källa: Uppdaterad: 2014-04-21 | Källa: Uppdaterad: 2014-04-21 | Källa: Uppdaterad: 2014-04-21 | Källa: Uppdaterad: 2014-04-21 | Källa: Uppdaterad: 2014-04-21 | Källa: Uppdaterad: 2014-04-21 | Källa: Uppdaterad: 2014-04-21 | Källa: Uppdaterad: 2014-04-21 | Källa: Uppdaterad: 2014-04-21 | Källa: Uppdaterad: 2014-04-21 | Källa: Uppdaterad: 2014-04-21 | Källa: Uppdaterad: 2014-04-21 |  |
| Säsong                        | Lag                           | Liga                          | M                             | V                             | F                             | O                             | ÖF                            | MIN                           | IM                            | N                             | GIM                           | R%                            |  |
| ----------------------------- | ----------------------------- | ----------------------------- | ----------------------------- | ----------------------------- | ----------------------------- | ----------------------------- | ----------------------------- | ----------------------------- | ----------------------------- | ----------------------------- | ----------------------------- | ----------------------------- |  |
| 2008–2009                     | Niagara IceDogs               | OHL                           | 23                            | 5                             | 11                            | 3                             | —                             | 1099                          | 78                            | 0                             | 4.26                          | .871                          |  |
| 2009–2010                     | Niagara IceDogs               | OHL                           | 55                            | 24                            | 26                            | 5                             | —                             | 3209                          | 160                           | 0                             | 2.99                          | .911                          |  |
| 2010–2011                     | Niagara IceDogs               | OHL                           | 46                            | 30                            | 9                             | 6                             | —                             | 2714                          | 114                           | 4                             | 2.52                          | .917                          |  |
| 2011–2012                     | Niagara IceDogs               | OHL                           | 42                            | 30                            | 9                             | 2                             | —                             | 2407                          | 80                            | 10                            | 1.99                          | .926                          |  |
| 2012–2013                     | Portland Pirates              | AHL                           | 30                            | 15                            | 12                            | 1                             | —                             | 1669                          | 83                            | 2                             | 2.98                          | .903                          |  |
|                               | Gwinnett Gladiators           | ECHL                          | 1                             | 1                             | 0                             | 0                             | —                             | 60                            | 2                             | 0                             | 2.00                          | .929                          |  |
| 2013–2014                     | Phoenix Coyotes               | NHL                           | 1                             | 0                             | 1                             | —                             | 0                             | 59                            | 3                             | 0                             | 3.05                          | .906                          |  |
|                               | Portland Pirates              | AHL                           | 45                            | 14                            | 19                            | 6                             | —                             | 2341                          | 127                           | 0                             | 3.25                          | .902                          |  |
| NHL totalt                    | NHL totalt                    | NHL totalt                    | 1                             | 0                             | 1                             | —                             | 0                             | 59                            | 3                             | 0                             | 3.05                          | .906                          |  |
| AHL totalt                    | AHL totalt                    | AHL totalt                    | 75                            | 29                            | 31                            | 7                             | —                             | 4010                          | 210                           | 0                             | 3.11                          | .902                          |  |
| ECHL totalt                   | ECHL totalt                   | ECHL totalt                   | 1                             | 1                             | 0                             | 0                             | —                             | 60                            | 2                             | 0                             | 2.00                          | .929                          |  |
| OHL totalt                    | OHL totalt                    | OHL totalt                    | 166                           | 89                            | 55                            | 16                            | —                             | 9429                          | 432                           | 14                            | 2.94                          | .906                          |  |

### Slutspel
| Säsong     | Lag             | Liga       | M  | V  | F  | MIN  | IM  | N | GIM  | R%   |
| ---------- | --------------- | ---------- | -- | -- | -- | ---- | --- | - | ---- | ---- |
| 2009–2010  | Niagara IceDogs | OHL        | 5  | 1  | 3  | 305  | 18  | 0 | 3.54 | .903 |
| 2010–2011  | Niagara IceDogs | OHL        | 14 | 9  | 5  | 823  | 35  | 1 | 2.55 | .929 |
| 2011–2012  | Niagara IceDogs | OHL        | 20 | 13 | 7  | 1217 | 51  | 0 | 2.51 | .915 |
| OHL totalt | OHL totalt      | OHL totalt | 39 | 23 | 15 | 2345 | 104 | 1 | 2.86 | .915 |